# CELGA

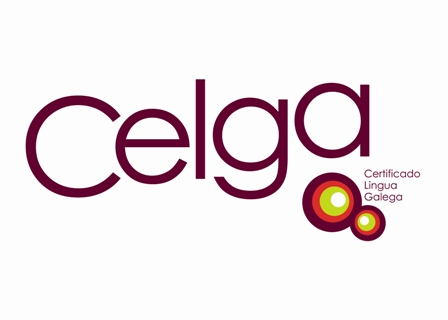
Logo de CELGA

El Certificado de Estudios de Lengua Gallega (CELGA) (en gallego: Certificado de Estudos de Lingua Galega) es una prueba de evaluación de nivel del idioma gallego. Constituye la prueba de certificación adaptada al Marco Común Europeo de Referencia para las Lenguas (MCER).
Los exámenes CELGA están organizados por la Secretaría General de Política Lingüística, entidad dependiente de la Junta de Galicia. Dicha entidad, además de organizar periódicamente convocatorias de examen para la certificación del idioma gallego, ofrece cursos formativos de preparación que, sin embargo, no poseen validez oficial.
En el año 2012 se presentaron al examen CELGA 3.863 personas.
El sistema de examen CELGA se viene realizando desde 2007, de acuerdo con los criterios de la Association of Language Testers in Europe (ALTE), organización evaluadora de los niveles de conocimiento lingüístico.

## Niveles
Existen cinco niveles en el sistema de certificación de estudios en lengua gallega:
- CELGA 1: nivel inicial, que permite satisfacer las necesidades de comunicación más básicas.
- CELGA 2: nivel suficiente para intervenir en un conjunto variado de situaciones de comunicación con relativa seguridad y eficacia.
- CELGA 3: nivel intermedio, que permite emplear la lengua gallega con un grado importante de corrección normativa sobre temas diversos.
- CELGA 4: nivel avanzado, que permite expresarse sin dificultades y con corrección en cualquier tipo de situación de comunicación, tanto formal como informal.
- CELGA 5: nivel muy avanzado, que permite expresarse de manera óptima en cualquier tipo de situación de comunicación, desde la más informal hasta la más formal.

## Homologaciones
Las personas que estén en posesión del título de ESO después de haber cursado estos estudios en Galicia tienen homologado el nivel de CELGA 3. Así pues, el CELGA 4 está sujeto a la homologación para quienes estén en posesión del título de bachillerato, también cursado en centros de Galicia.

## Polémica
En el año 2014 fueron despedidos 500 profesores que impartían clases en el programa CELGA. Estos despidos sucedieron a una sanción por parte de los servicios de Inspección del Trabajo a la Consellería de Educación, hecho que fue denunciado por varios sindicatos de enseñanza.

### Otros artículos
- https://gl.wikipedia.org/wiki/Marco_común_europeo_de_referencia_para_as_linguas:_aprendizaxe,_ensinanza_e_avaliación (En gallego)